# Paolo Franchi
Paolo Franchi (Bèrgam, Itàlia, 1969) és un director de cinema italià.

## Biografia
Paolo Franchi va l'any 1989 a l'escola Ipotesi cinema dirigida per Ermanno Olmi. Després d'una experiència de « videomaker », segueix a Roma cursos d'escenificació i de director impartits per Nanni Loy, Giorgio Arlorio, Mauro Bolognini.
Realitza el curt La storia che segue (1994), amb Filippo Nigro i l'any 1996 Frammenti di sapienza.
L'any 2003 Paolo Franchi comença la realització del seu primer llargmetratge L'espectadora, on actua entre d'altres Barbora Bobulova. El film és ben acollit per la crítica
Al seu segon film Nessuna qualità agli eroi (2007), rodat en un glacial Torí Paolo Franchi intenta una fusió entre el gènere negre i el Kammerspielfilm de Rainer Werner Fassbinder.
L'any 2012, gira a la Pulla el film E la chiamano estate.
El film és ben acollit i presentat al Festival internacional de cinema de Roma :
- Paolo Franchi assoleix el Premi de la millor realització.
- Marc'Aurelio d'Argento per a la millor actriu a Isabella Ferrari
- Nominació Marc'Aurelio d'Oro per al millor film

## Filmografia
- 2005: L'espectadora (La spettatrice)
- 2012: E la chiamano estate
- 2017: Dove no ho maig abitato